# Opel 7/34 PS
 (octobre 2024).
L’Opel 7/34 PS est une voiture de la catégorie familiale routière construite par Opel de 1927 à 1928 pour succéder au modèle 6/16 PS.

## Technologie
Le moteur était un moteur six cylindres d’une cylindrée de 1 735 cm³ qui produisait 34 ch (25 kW) à 3 600 tr/min. La vitesse maximale de la voiture était de 90 km/h.
La voiture était disponible d’usine en voiture de tourisme avec un châssis de 720 kg ou en berline de 1 170 kg.
La puissance du moteur était transmise à l’essieu arrière via une boîte de vitesses manuelle à trois vitesses avec levier de vitesse au centre. Le frein actionnait les tambours sur les quatre roues via des câbles, tandis que le frein à main agissait sur l’arbre à cardan.

## Structures et tarifs
La voiture était construite simplement, ce qui a rendu la production moins chère. La version la moins chère, carrossée d’usine, était la voiture de tourisme, qui coûtait 4 600 Reichsmark, ce qui était très bon marché pour une voiture à moteurs six cylindres. Il y avait aussi une berline quatre portes pour 4 900 Reichsmark et une berline de luxe similaire pour 5 400 Reichsmark. Toutes les carrosseries mesuraient 4 250 mm de long et étaient construites sur un châssis avec un empattement de 2 880 mm.
Il existait également des carrosseries spéciales fabriquées à la demande du client par les carrosseries Otto Kühn.

## Successeur et nombre d’unités
En octobre 1928, la construction de la 7/34 PS est arrêtée ; son successeur est le modèle 8/40 PS légèrement plus grand mais de construction similaire. 20.580 exemplaires ont été créés en près de trois ans. Cela a fait d’Opel l’un des plus grands constructeurs de voitures de la catégorie des grandes routières en Allemagne dans les années 1920.